# Santa Olalla (Molledo)
Santa Olalla es una localidad del municipio de Molledo (Cantabria, España). Dista 1,6 kilómetros de la capital municipal, Molledo. Santa Olalla se encuentra a 264 metros de altitud, corriendo a sus pies el río Besaya. Su población en el año 2024 era de 123 habitantes (INE), que se reparten entre Santa Olalla y el barrio de El Mesón. Hay en esta localidad un plátano catalogado como árbol singular, situado en el cruce que va a San Martín de Quevedo. Alcanza 25 metros de altura y 4,5 de perímetro en la base.
La iglesia parroquial se encuentra bajo la advocación de Santa Olalla.